# České Budějovice

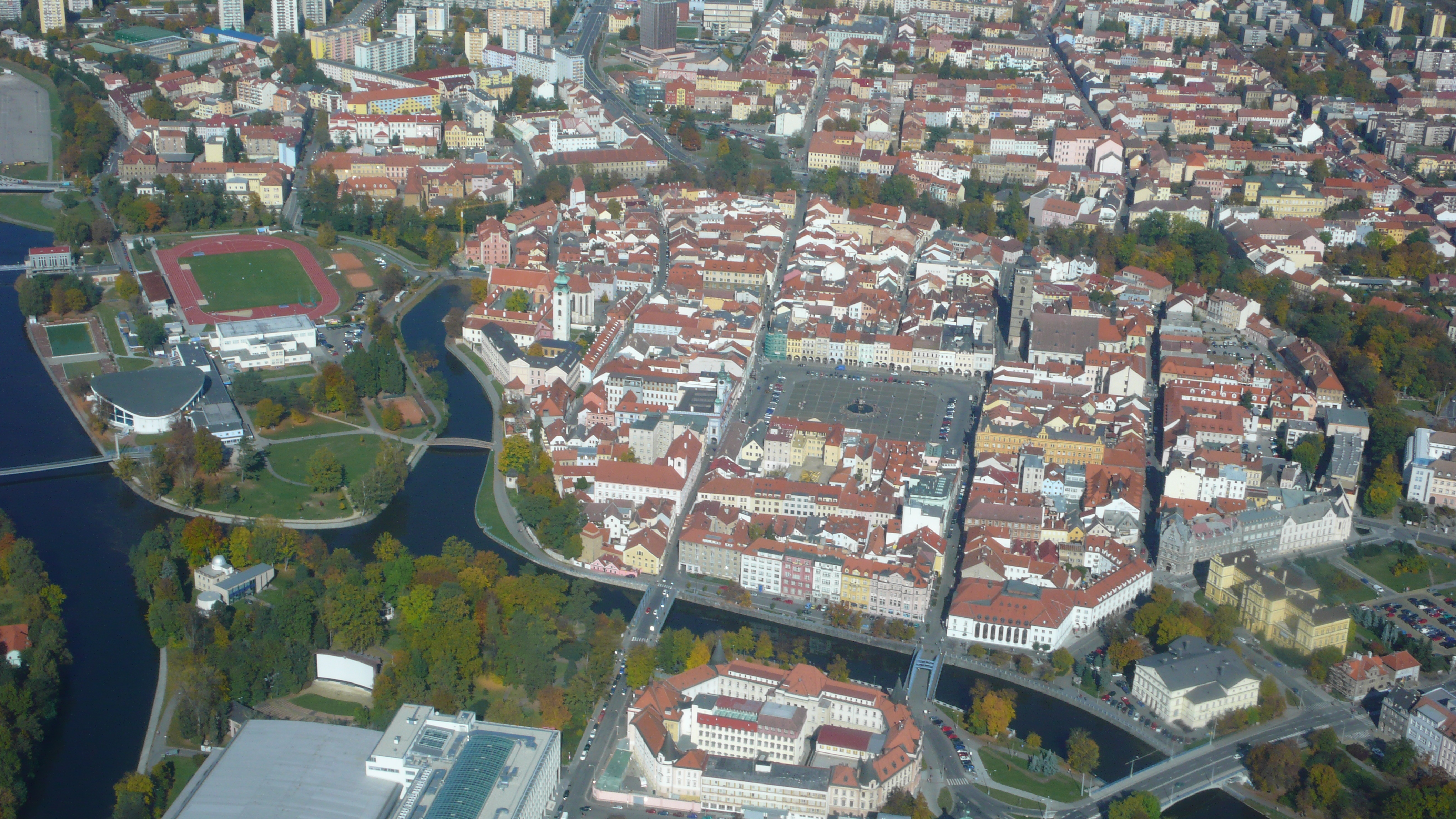
Het stadscentrum vanuit de lucht

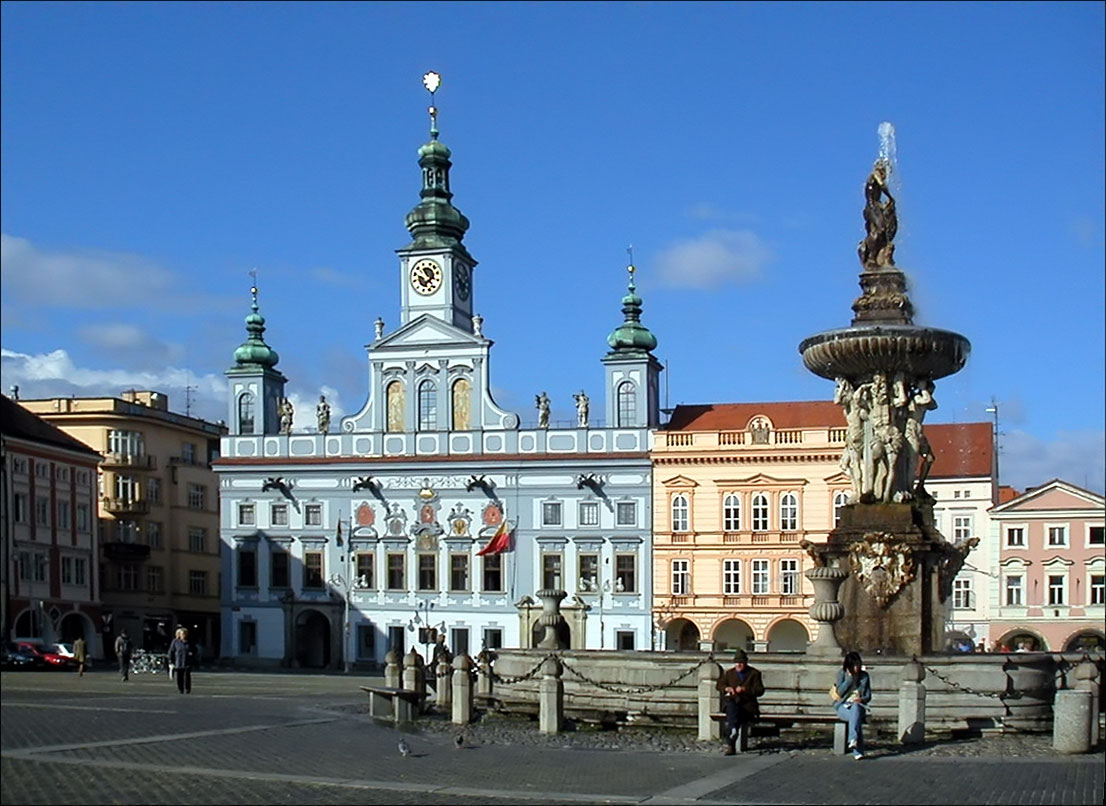
Stadhuis van České Budějovice

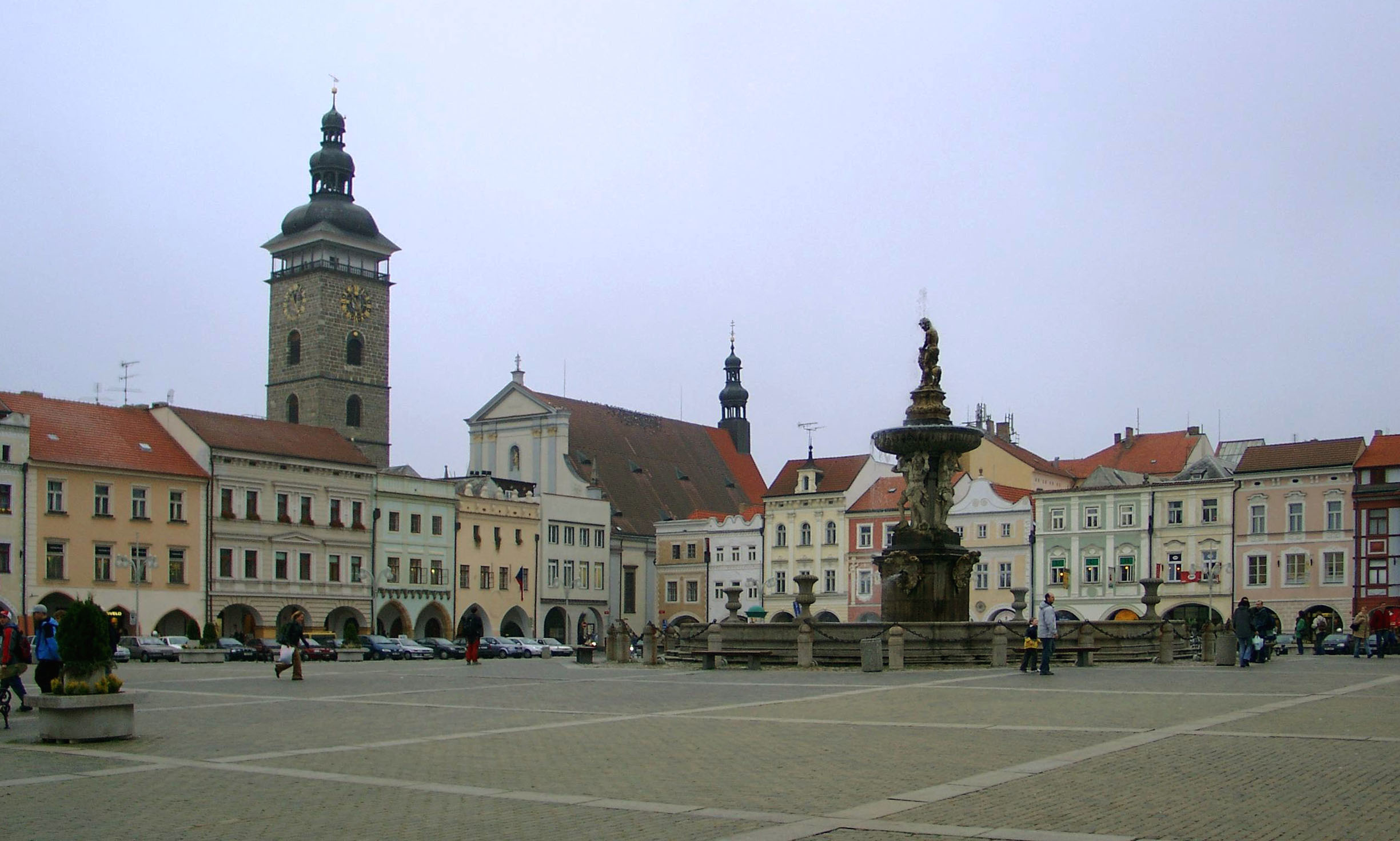
Marktplein en Zwarte Toren

České Budějovice ([ˈtʃɛskɛː ˈbudjɛjɔvitsɛ]; Duits: Budweis) is de grootste stad en hoofdstad van de Tsjechische regio Zuid-Bohemen. Bij de stad komen de rivieren Moldau en Malše samen. Het predicaat České (Boheems) is nodig om de stad te onderscheiden van Moravské Budějovice (Moravisch Budwitz).

## Geschiedenis
České Budějovice werd in 1265 gesticht door de edelman Hirzo in opdracht van koning Ottokar II van Bohemen. De nieuwe stad kreeg de status van koninklijke stad en werd bevolkt met burgers uit Opper-Oostenrijk. Een eeuw later kreeg ze een ommuring. In de 15de eeuw was het een katholiek, koningsgezind bolwerk tegen de protestantse Hussieten. Budějovice groeide uit tot de tweede stad van Bohemen met 4.000 inwoners. De vondst van zilver in het nabijgelegen Rudolfov bracht in de zestiende eeuw welvaart. Dit leidde tot de bouw van huizen en paleizen in Renaissancistische stijl. Na een grote stadsbrand in 1641 werd de stad in barokstijl herbouwd. In 1762 werd een katholiek gymnasium opgericht en in 1785 volgde de instelling van een bisdom voor Zuid-Bohemen met daaraan verbonden hogere priesteropleidingen.
Tussen de Oostenrijkse stad Linz en Budweis (Budějovice) werd tussen 1824 en 1832 de eerste spoorweg op het Europese vasteland aangelegd. De industrialisatie begon in 1847, toen een fabrikant van potloden, Hardtmuth, van Wenen naar Budweis verhuisde om dichter bij het productiegebied van haar grondstoffen te komen. Een van de grotere industrieën die daarna volgde was de bierbrouwerij Budweiser. Door de komst van industrie-arbeiders uit het zuiden van Bohemen namen de spanningen tussen Duitsers en Tsjechen toe.
Tot 1890 was de bevolking in meerderheid Duitstalig en vormde de stad met aangrenzende dorpen een Duitstalig eiland in het Tsjechische taalgebied. Daarna kreeg de stad een Tsjechische meerderheid die het centrale marktplein zou vernoemen naar de 15de-eeuwse Tsjechische hussietenleider Jan Žižka. Na de oprichting van de nieuwe Tsjecho-Slowaakse staat in 1919, verloren de Duitstaligen hun dominante positie. Tijdens de Duitse bezetting van 1939 tot 1945 werd de stad niet bij het Sudetenland gevoegd maar werd deel van het Protectoraat Bohemen en Moravië. 
In 1945 werden de Duitstalige inwoners  Volgens de Beneš-decreten werden van hun staatsburgerschap ontheven en onteigend. De meesten vertrokken naar Beieren of Oostenrijk.
Sinds 1991 is de Zuid-Boheemse Universiteit van České Budějovice (Jihočeská univerzita v Českých Budějovicích) in de stad gevestigd.

## Geboren in Budweis/České Budějovice
- Wenzel Faber (1455–1518) universitair astronoom, medicus en theoloog
- Rudolf von Colloredo (1585–1657) keizerlijk veldmaarschalk en gouverneur van Praag
- Adalbert Gyrowetz (Vojtěch Matyáš Jírovec) (1763–1850) componist en kapelmeester aan het Habsburgse hof in Wenen
- Karl Adalbert Lanna (1805–1866) industrieel ondernemer en ontwerper van de spoorwegen in Bohemen
- Otto Pilny (1866–1936) kunstschilder in Zwitserland
- Heinrich Pergler von Perglas (1871–1941) admiraal van de Oostenrijks-Hongaarse Kriegsmarine
- Rudolf Tomaschek (1895–1966) natuurkundige aan Duitse universiteiten, voorstander van de nazistische fysica
- Hermann Wunderlich (1899–1981) architect in de stedelijke wederopbouw van West-Duitsland
- Josef Plojhar (1902–1981), priester en politicus
- Norbert Frýd (1913–1976) Tsjechisch journalist en diplomaat, als Jood geïnterneerd in Theresienstadt,
- Rolf Thiele (1918–1994) filmregisseur en producer in Duitsland
- Haro Senft (* 1928) regisseur en producent van films in Duitsland
- Jindřich Vydra (* 1930) stond als kunstschilder onder een arbeidsverbod tijdens het communistisch bewind
- Paul Kruntorad (1935–2006) auteur, dramaturg, uitgever en cultuurcriticus in Wenen
- Jaroslav Krček (* 1939) oprichter en artistiek leider van de Musica Bohemica
- Karel Roden (1962), acteur
- Veronika Zemanová (1975), fotomodel
- Vladimíra Uhlířová (1978), tennisspeelster
- Martin Hebík (1982), wielrenner
- Martin Zlámalík (1982), veldrijder

## Ligging
České Budějovice is bereikbaar via de R 20/E49 vanuit Pilsen en de R 3/E55 vanuit Praag. Dichtbij ligt Český Krumlov.

## Bezienswaardigheden
- Námestí Jana Zizky, het marktplein in het centrum van de stad. In het midden van het plein staat de Samson-fontein
- Stadhuis in renaissancestijl
- Černá věž (Zwarte Toren), 16e-eeuwse renaissancetoren
- Belle-époquetreinstation
- Blanský les met de berg Kleť
- Kasteel Hluboká in Hluboká nad Vltavou

## Budweiser-bier
De stad is vooral bekend door het Budweiser bier, dat in een groot deel van de wereld wordt verkocht. In veel landen buiten Europa, waar het Amerikaanse Anheuser-Busch bier onder de naam Budweiser mag verkopen, is het Tsjechische bier als Budvar of Czechvar in de handel. In Europa mogen de Amerikanen na een uitspraak van de Europese rechter de merknaam Budweiser niet gebruiken.

## Overige
Op het marktplein bevindt zich een steen waarvan gezegd wordt dat wie hem aanraakt, diezelfde avond niet meer thuis zal komen. De verklaring hiervoor is dat op deze plaats vroeger de galg stond. Degene die deze steen dus aanraakte was de gehangene, en die kwam niet meer thuis.

## Partnersteden
- Almere, Nederland
- Homel, Wit-Rusland
- Linz, Oostenrijk
- Lorient, Frankrijk
- Nitra, Slowakije
- Passau, Duitsland
- Suhl, Duitsland